# Meterythrosia sangala
Meterythrosia sangala är en fjärilsart som beskrevs av Druce 1885. Meterythrosia sangala ingår i släktet Meterythrosia och familjen björnspinnare. Inga underarter finns listade i Catalogue of Life.